# Krajowy Sejmik Samorządu Terytorialnego
Krajowy Sejmik Samorządu Terytorialnego został powołany w 1990 roku przez przedstawicieli 48 sejmików w Poznaniu, który został wskazany jako siedziba tego Porozumienia Gmin. Inicjatorami jego powstania byli: Piotr Buczkowski z Poznania, Grzegorz Grzelak z Gdańska i Piotr Fogler z Warszawy. Pierwszym przewodniczącym wybrano prof. Piotra Buczkowskiego.

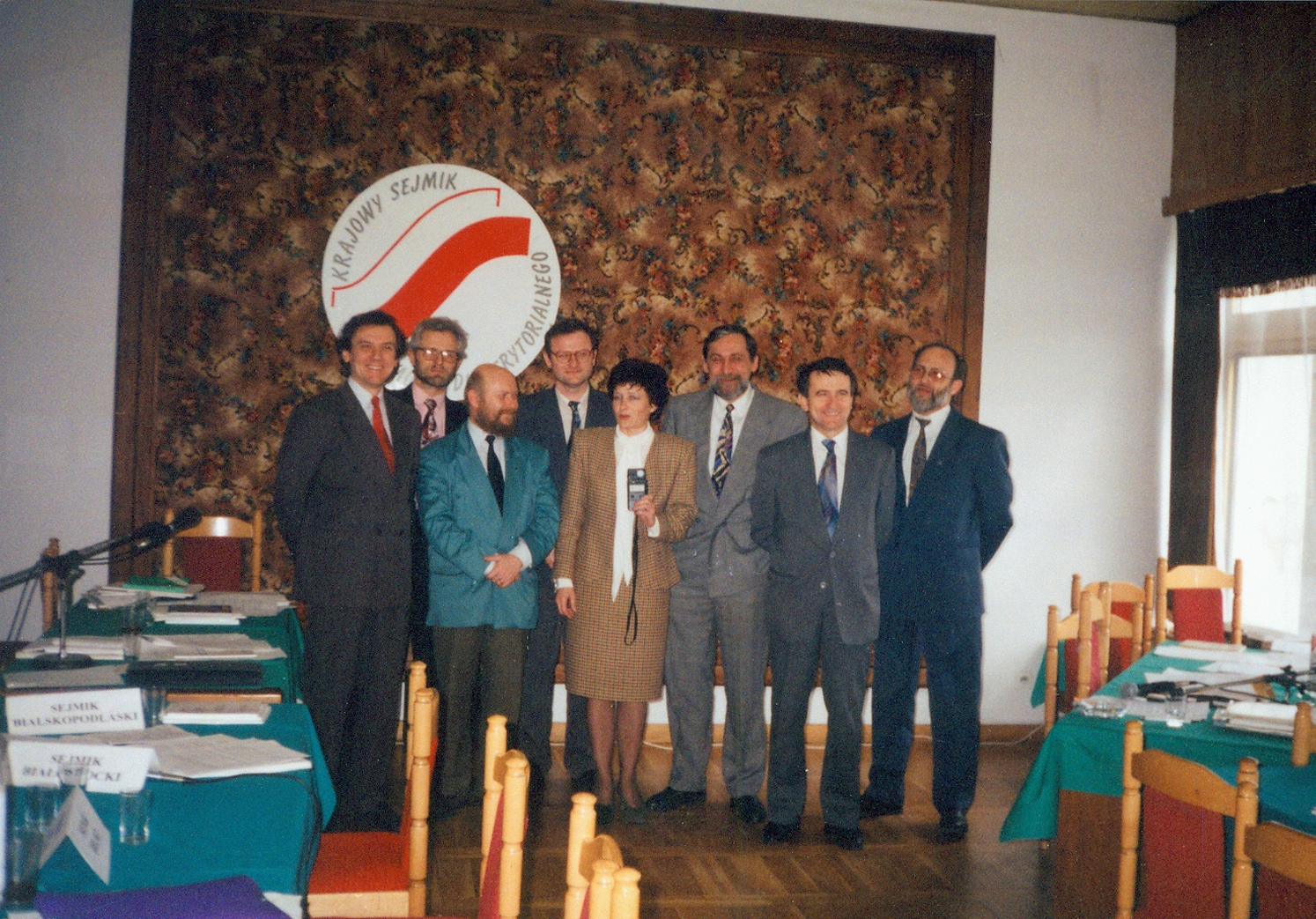
Prezydium KSST: od lewej Wojciech Czech, Andrzej Dec, Józef Buszman, Grzegorz Grzelak, Zyta Gilowska, Piotr Buczkowski, Leon Kieres, Antoni Jeżowski.

Zadaniem tego organu miało być wspierania inicjatyw samorządu terytorialnego w skali regionów i kraju. Popularyzowanie idei samorządu, wspieranie wspólnoty lokalnej rozumianej jako podstawowa forma demokracji i reprezentowania interesów społeczeństwa obywatelskiego. Zadaniem KSST było opracowywanie inicjatyw oraz projektów rozwiązań prawnych dotyczących samorządu, opiniowanie aktów prawnych w tym zakresie, wymiana doświadczeń gmin i związków gmin. Organami sejmiku były Zgromadzenie Ogólne oraz Prezydium, w skład którego wchodził przewodniczący, dwóch zastępców i 6 członków. Początkowy skład Prezydium ulegał w trakcie kadencji pewnym zmianom i na koniec pracowało ono w składzie: Piotr Buczkowski, Zyta Gilowska z Lublina (wiceprzewodnicząca), Grzegorz Grzelak (wiceprzewodniczący), Wojciech Czech z Kielc, Andrzej Dec z Rzeszowa, Józef Buszman z Katowic, Leon Kieres z Wrocławia, Antoni Jeżowski z Jeleniej Góry i Jakub Chmielewski z Płocka. 
W drugiej kadencji odrodzonego Samorządu w latach 1994–1998 Marszałkiem KSST został Adam Struzik, który miał łączyć te obowiązki z funkcją Marszałka Senatu. Wpłynęło to na centralizację i zmniejszenie roli tego organu, ostatecznie zlikwidowanego w wyniku reformy administracyjnej w roku 1999.